# Лерман, Логан
Ло́ган Уэ́йд Ле́рман (англ. Logan Wade Lerman; род. 19 января 1992, Беверли-Хиллз) — американский актёр, известный по своим ролям в фильмах «Эффект бабочки», «Геймер», «Мушкетёры», «Привет, Билл!», «Поезд на Юму», «Хорошо быть тихоней», экранизации романов о Перси Джексоне, и военной драме 2014 года «Ярость».

## Биография
Логан Лерман родился в Беверли-Хиллз, штат Калифорния, США, в еврейской семье. Мать Лермана, Лиса (урождённая Голдман), работает менеджером, а отец, Ларри Лерман — бизнесмен и ортопед. У Лермана есть старший брат Лукас и сестра Линдси. Окончил школу (англ. Beverly Hills High School).
Дед Логана по отцовской линии, Макс Лерман, родился в Берлине в 1927 году в польской еврейской семье. Они покинули Германию в 1930-х годах из-за нацистского режима и жили в Шанхае, Китай до конца Второй мировой войны. Бабушка по отцовской линии, Мина Шварц, родилась в Мехико в семье евреев из России.
Лерман заявил, что он «белая ворона» в своей семье, потому что он актёр, в то время как большинство его родственников работают в сфере медицины. Его семья владеет и управляет ортопедической и протезной компанией Lerman & Son, которая была основана его прадедом Джейкобом Лерманом в 1915 году.
Логан говорит, что стал испытывать интерес к актёрскому искусству лет с пяти и что он вырос на фильмах. Ему интересно всё, что связано с киноиндустрией.
С самого детства снимался в рекламе, а в кино дебютировал в 2000 году, снявшись в роли сына героя Мэла Гибсона в фильме «Патриот». В том же году вместе с Гибсоном снялся в фильме «Чего хотят женщины».
В 2001 году играет персонажа Адама Гарсии в детстве в «Сильной женщине», а в фильме 2004 года «Эффект бабочки» играет персонажа Эштона Кутчера в детстве. В 2003 году Логан снялся в двух телефильмах, и одна из ролей приносит ему победу на кинопремии «Молодой актёр» в номинации Лучший молодой актёр телефильма. Актёрская работа в телесериале «Джек и Бобби» также приносит в 2005 году победу на кинопремии «Молодой актёр». В 2006 году главная роль в фильме «Крик совы» приносит ещё одну победу на кинопремии «Молодой актёр», но уже в номинации Лучший молодой актёр кинофильма.
В 2007 году снимается вместе с Джимом Керри в фильме Джоэла Шумахера «Роковое число 23», а также в «Поезде на Юму» с такими актёрами, как Рассел Кроу, Кристиан Бейл и Бен Фостер. В 2009 году играет Джорджа Хэмилтона в «Мой единственный», в котором Рене Зеллвегер играла его мать. В 2010 сыграл Перси Джексона, сына Посейдона в фильме Криса Коламбуса «Перси Джексон и похититель молний», основанном на книге Рика Риордана. За эту роль был номинирован вместе с Джейком Абелем, сыгравшем сына Гермеса, на «MTV Movie Awards» в категории Лучшая драка.
В 2012 году Логан снимается в молодёжной мелодраме «Хорошо быть тихоней» по одноимённому роману Стивена Чбоски, который является режиссёром картины. В этом же году выходит семейная мелодрама «Застрял в любви». В 2013 году выходит вторая часть приключений подростка, наделённого невероятными способностями — «Перси Джексон и Море чудовищ». 10 марта 2014 года в мировой прокат вышла современная экранизация библейской части про потоп и Ноев ковчег — «Ной», где Логан сыграл Хама, одного из сыновей Ноя. Осенью 2014 года в прокат вышла военная драма «Ярость», в которой актёр сыграл роль одного из солдат, участвующих в операции конца Второй мировой войны.
В 2017 сыграл главную роль в драматическом фильме «Исчезновение Сидни Холла», премьера которого состоялась на кинофестивале Сандэнс.

## Фильмография
| Год       |    | Русское название                   | Оригинальное название                              | Роль               |
| --------- | -- | ---------------------------------- | -------------------------------------------------- | ------------------ |
| 2000      | ф  | Патриот                            | The Patriot                                        | Уильям Мартин      |
| 2000      | ф  | Чего хотят женщины                 | What Women Want                                    | юный Ник Маршалл   |
| 2001      | ф  | Сильная женщина                    | Riding in Cars with Boys                           | Джейсон в 8 лет    |
| 2003      | ф  | Покрашенный дом                    | A Painted House                                    | Люк Чендлер        |
| 2004      | ф  | Эффект бабочки                     | The Butterfly Effect                               | Эван в 7 лет       |
| 2004—2005 | с  | Джек и Бобби                       | Jack & Bobby                                       | Бобби Маккаллистер |
| 2006      | ф  | Крик совы                          | Hoot                                               | Рой Эберхарт       |
| 2007      | ф  | Роковое число 23                   | The Number 23                                      | Робин Спарроу      |
| 2007      | ф  | Поезд на Юму                       | 3:10 to Yuma                                       | Уильям Эванс       |
| 2007      | ф  | Привет, Билл!                      | Meet Bill                                          | Кид                |
| 2009      | ф  | Мой единственный                   | My One and Only                                    | Джордж Деверо      |
| 2009      | ф  | Геймер                             | Gamer                                              | Саймон Сильвертон  |
| 2010      | ф  | Перси Джексон и Похититель молний  | Percy Jackson & the Olympians: The Lightning Thief | Перси Джексон      |
| 2011      | ф  | Мушкетёры                          | The Three Musketeers                               | Д'Артаньян         |
| 2012      | ф  | Хорошо быть тихоней                | The Perks of Being a Wallflower                    | Чарли Кельмекис    |
| 2013      | ф  | Перси Джексон и Море чудовищ       | Percy Jackson: Sea of Monsters                     | Перси Джексон      |
| 2012      | ф  | Застрял в любви                    | Stuck in Love                                      | Луи                |
| 2014      | ф  | Ной                                | Noah                                               | Хам                |
| 2014      | ф  | Ярость                             | Fury                                               | Норман Эллисон     |
| 2016      | ф  | Возмущение                         | Indignation                                        | Маркус             |
| 2017      | ф  | Исчезновение Сидни Холла           | The Vanishing of Sidney Hall                       | Сидни Холл         |
| 2018      | мф | Сержант Стабби: Американский герой | Sgt. Stubby: An American Hero                      | Роберт Конрой      |
| 2019      | ф  |                                    | End of Sentence                                    | Шон Фогл           |
| 2020      | с  | Охотники                           | Hunters                                            | Джона Хайдельбаум  |
| 2020      | ф  | Ширли                              | Shirley                                            | Фред Немсер        |
| 2022      | ф  | Быстрее пули                       | Bullet Train                                       | Сын                |